# За Саму
За Саму (арап. من اجل سما, романизовано: min ʾajl Samā) је документарни филм из 2019. који је продуцирала и испричала Вад Ал-Катеб, у режији са Едвардом Вотсом. Филм се фокусира на путовање Вад Ал-Катеб као новинарке и побуњеника у сиријском устанку. Њен муж је Хамза Ал-Катеб, један од ретких доктора који су остали у Алепу, а своју ћерку Саму Ал-Катеб одгајају током грађанског рата у Сирији.
Филм је имао своју светску премијеру на фестивалу South by Southwest 11. марта 2019, где је освојио велики жири и награде публике на такмичењу за дугометражни документарни филм.
За Саму је ушао у историју када је номинован у четири категорије на БАФТА наградама, што га чини најноминованијим документарцем икада. Био је номинован за Оскара за најбољи документарни играни филм на 92. додели Оскара.

## Премиса
Филм приказује живот Вад ал-Катеб кроз пет година у Алепу у Сирији пре и током битке за Алеп. Вад је на почетку осамнаестогодишња студенткиња економије на Универзитету у Алепу када је побуна почела 2011. године. Кроз филм, она је приказала како се заљубљује, рађа своју прву ћерку Саму и почиње да води бригу о њој све док сукоб почиње да захвата град. Она и њен супруг, доктор у једној од неколико преосталих болница у граду, суочавају се са мучном одлуком да побегну на сигурно или остану да помогну невиним жртвама рата.

## Улоге
- Вад ал-Катеб
- Хамза ал-Катеб
- Сама ал-Катеб

## Награде и номинације
За Саму је ушао у историју поставши најноминованији играни документарац на БАФТА листи. Британска академија за филмску и телевизијску уметност објавила је да је филм номинован у четири категорије: Изузетан деби британског писца, редитеља или продуцента; Изузетан британски филм; Најбољи филм не на енглеском језику и Најбољи документарац. За Саму је освојио више награда на Независних британским филмским наградама у децембру 2019. укључујући: најбољи британски независни филм, најбољи документарни филм, најбољу режију и најбољу монтажу.
За Саму је додељена награда "Л'оеил д'ор", награда за најбољи документарни филм на Филмском фестивалу у Кану 2019. године. Документарац је номинован за Оскара на 92. додели Оскара у категорији дугометражног документарног филма.